# Рыбаковский, Леонид Леонидович
Леони́д Леони́дович Рыбако́вский (21 апреля 1931 — 10 июня 2024) — советский и российский демограф, социолог и экономист. Доктор экономических наук, главный научный сотрудник Института социально-политических исследований РАН (ИСПИ РАН).

## Биография
В 1953 году окончил Куйбышевский плановый институт. С 1959 года работал в Академии наук СССР, с 1974 года — в Институте социологических исследований Академии наук (с 1991 года — ИСПИ РАН). В 1969 году в Новосибирске защитил докторскую диссертацию «Проблемы заселения и формирования трудовых ресурсов Дальнего Востока».
Внёс вклад в теорию миграции населения, предложил этнодемографический метод оценки людских потерь. Автор более 200 научных трудов (в том числе 10 авторских монографий и более 30 разделов в коллективных монографиях).
Автор десятков статей в журналах «Народонаселение», «Социологические исследования», «Политическое образование», «Вестник статистики», «Социальное партнёрство», «Этнопанорама», «Российская Федерация», «Социальная и демографическая политика», «Международная экономика». Автор статей в социологических и демографической энциклопедиях, справочниках по экономике труда и социальной политике.
Член коллегии Министерства здравоохранения и социального развития Российской Федерации, член координационного совета по социальной стратегии при председателе Совета Федерации, член научно-экспертного совета Федеральной миграционной службы.
Под его руководством была разработана Концепция демографического развития РФ на период до 2015 года, одобренная правительством в 2002 году.
Сын Олег — социолог.
Умер 10 июня 2024 года в возрасте 93 лет.

## Награды
Награждён медалью «За доблестный труд», медалью ордена «За заслуги перед Отечеством» II степени, Орденом дружбы, золотой медалью МГУ за выдающийся вклад в демографическую науку, серебряной медалью им. П. Сорокина за развитие социологической науки, серебряной медалью ВДНХ за достигнутые успехи в развитии народного хозяйства СССР, медалью «Ветеран труда», нагрудным знаком «Отличник социально-трудовой сферы».

## Научные труды

### Монографии
- Рыбаковский Л. Л. Проблемы формирования народонаселения Дальнего Востока. — Хабаровск, 1969. — 200 с.
- Рыбаковский Л. Л. Народонаселение Дальнего Востока за 100 лет. — М.: Наука, 1969. — 180 с.
- Рыбаковский Л. Л. Региональный анализ миграций. — М.: Статистика, 1973. — 159 с.
- Рыбаковский Л. Л. Методологические основы прогнозирования населения. — М.: Статистика, 1978. — 208 с.
- Рыбаковский Л. Л. Миграция населения: прогнозы, факторы, политика. — М.: Наука, 1987. — 199 с.
- Рыбаковский Л. Л. Население Дальнего Востока. — М.: Наука, 1990. — 170 с.
- Рыбаковский Л. Л. Людские потери СССР и России в Великой Отечественной войне. — М.: Каталог, 2001. — 192 с.
  - Рыбаковский Л. Л. Людские потери СССР и России в Великой Отечественной войне. — ИСПИ РАН. — 2-е изд., испр. и доп. — М.: Экон-Информ, 2010. — 140 с. — ISBN 978-5-9506-0520-8.
- Рыбаковский Л. Л. Миграция населения (выпуск 5) Стадии миграционного процесса. — М., 2001. — 159 с.
- Рыбаковский Л. Л. Прикладная демография. — М.: ИСПИ РАН, 2003. — 206 с.
- Рыбаковский Л. Л. Миграция населения (вопросы теории). — М.: ИСПИ РАН, 2003. — 238 с.
- Рыбаковский Л. Л. Воспроизводство трудовых ресурсов Дальнего Востока. — М., 1969. — 125 с.
- Рыбаковский Л. Л. Территориальные особенности народонаселения РСФСР. — М.: Статистика, 1976. — 230 с.
- Рыбаковский Л. Л. Социальные факторы и особенности миграции населения СССР. — М.: Наука, 1978. — 141 с.
- Рыбаковский Л. Л. и др. Демографические процессы в социалистическом обществе. — М.: Финансы и статистика, 1981. — 295 с.
- Рыбаковский Л. Л. и др. Население СССР за 70 лет. — М.: Наука, 1988. − 214 с.
- Рыбаковский Л. Л. и др. Демографическое будущее России. — М.: Права человека, 2001. — 51 с.
- Рыбаковский Л. Л. и др. Стабилизация численности населения России. — М. Издательство ЦСП, 2001. — 262 с.
- Рыбаковский Л. Л. и др. Демографическое развитие Ханты-Мансийского автономного округа: ситуация, прогноз, политика. — Ханты-Мансийск, 2002. — 212с.
- Рыбаковский Л. Л. и др. Демографическое развитие Самарской области: Проблемы и направления политики. — М.: Глобус, 2003. — 206 с.
- Рыбаковский Л. Л. и др. Демографический понятийный словарь. — М.: ЦСП, 2003. — 351 с.
- Рыбаковский Л.Л. 20 лет депопуляции в России. — М.: Экон-информ, 2014. — 228 с. — 500 экз. — ISBN 978-5-9506-1114-8.
- Рыбаковский Л. Л. Великая Отечественная: Особенности. Людские потери. Факторы победы. — ИСПИ РАН. — М.: Экон-Информ, 2020. — 251 с. — ISBN 978-5-907233-69-0.

### Статьи
- Рыбаковский Л. Л. Людские потери СССР в Великой Отечественной войне. // Социологические исследования. — 2000. — № 8. — С. 89—97.
- Рыбаковский Л. Л. Великая Отечественная: людские потери России // Социологические исследования. — 2001. — № 6. — С. 85—95.